# Казе Манцони-Пасколо-Королдо (Леко)
Казе Манцони-Пасколо-Королдо је насеље у Италији у округу Леко, региону Ломбардија.
Према процени из 2011. у насељу је живело 612 становника. Насеље се налази на надморској висини од 266 м.